# Ángeles Felices Lancina
María Ángeles Felices Lancina conocida como Angeles o Ángeles Felices. (Zaragoza, 1948) es una historietista e ilustradora española. 

## Trayectoria
De 1963 a 1968 estudió dibujo y pintura en la Escuela de Artes y Oficios de Zaragoza y empezó a publicar sus viñetas en Francia.
En 1969-70 obtiene la Beca de Pintura " Francisco Pradilla ", de la Diputación de Zaragoza, tras lo cual cursa estudios en la Academia del pintor Alejandro Cañada. Realiza una larga serie de retratos y obtiene diversos premios locales de pintura y cartelismo. En 1972 le conceden el diploma de Medalla de Bronce en el "X Salón Franco-Español de Talence" (Burdeos). 
En 1975, tras un nuevo encuentro con el cómic, traslada su residencia a Barcelona y posteriormente en 1986 a Madrid.
Publica sus dibujos en Suecia, España, Escocia, Inglaterra (IPC) y fundamentalmente en Holanda (Oberon). Para esta editorial dibujó series como Het huishouden van Janneke Steen, De Doebidoes y Madelon, todas ellas con textos de la guionista holandesa Patty Klein; las dos últimas pudieron leerse en la revista española Jana bajo los títulos Las Dubidús y Hotel Continental: Madelón. En esta misma revista se publicó su serie con el guionista británico Norman Worker Claudia y Marcela: la danza en el corazón.
Asimismo, la editorial Bruguera recogió otros de sus trabajos para el extranjero en las revistas Lily, Esther, Gina y Pecosa.
También ha sido ilustradora de las ediciones españolas de la serie juvenil de novelas Las hermanas Danny, de Caroline Keene.
Junto a su trabajo como diseñadora ha seguido pintando y presentado su trabajo en varias exposiciones (2007 - 2010).
En 2011 trasladó su residencia a Zaragoza. En el 2017, el XVI Salón del Cómic de Zaragoza le rindió tributo y le dedicó la que fue su primera exposición centrada en su faceta como dibujante de cómic.

## Reconocimientos
- 2017 Gran Premio del Cómic Aragonés (XVI Salón del Cómic de Zaragoza)[6]
- 2022 Socia de Honor de la Asociación Aragonesa de Autores de Cómic (IV Salón Hispano Francés de Cómic de Jaca)[2]

## Vida personal
Casada con el pintor español Hermógenes Pardos.